# Kongeådalens Efterskole
Kongeådalens Efterskole er beliggende syd for Kongeåen i Vejen Kommune, nærmere præcist i landsbyen Dover, der ligger cirka 7 km. fra Brørup. Den blev købt af FDF i 1979. Skolen har 85 elever og 18 ansatte, den tilbyder, ud over trindeling i de boglige fag, forskellige valgfag.
Skolen har i 2006 bygget en ny spisesal og nye faglokaler. Skolens elevkapacitet var før skoleåret 2008/2009 80 elever, men udvidede derefter elevboligerne med en ekstra lejlighed, Staghøj, ovenpå hovedbygningen i det der førhen var bibliotek/medielokale og praktikantværelse. Staghøj er dog ikke lejlighed for elever mere.
Der er følgende lejligheder på Kongeådalen Efterskole:
Dal-huset består af: Tyvdal, Trolddal, Skriverdal og Asdal. 
Bjerg-huset består af: Kongsbjerg og Rådsbjerg. 
Å-huset består af: Arnå, Vidå, Fladså og Geldså. 
Bæk-huset består af: Fuglebæk, Kannebæk, Skelbæk og Benbæk.
Skolen drives som nævnt af FDF og derfor går der også en vis mængde elever, der er FDFere i fritiden. Selvom skolen er købt og ejet af FDF, er det ikke dét skolen lægger mest vægt på, skolen anvendes dog til forskellige sammenkomster og kurser, der bliver holdt på skolens grund i forskellige weekender. Der er for eksempel FDFs Seniorfestival, forskellige møder for den FDF-afdeling Kongeådalens Efterskole tilhører, nemlig Landsdel 5, og kurser for de 10-14 årige i FDF.

## Galleri
- Fra øst
- Hovedbygning og Staghøj